# Down Under Classic 2019
La 14e édition de la Down Under Classic a lieu le 13 janvier 2019, à Adélaïde, en Australie. Ce critérium a eu lieu deux jours avant le début du Tour Down Under.

## Présentation

### Parcours
Le parcours est un circuit long de 2,3 kilomètres situé à Adélaïde, à parcourir à vingt-deux reprises dans le sens anti-horaire, pour un parcours total de 50,6 kilomètres.

### Équipes
Les dix-huit UCI WorldTeams participent à cette Down Under Classic, ainsi qu'UniSA-Australia qui est une sélection nationale d'Australie.
| WorldTeams (18)- AG2R La Mondiale - Astana - Bahrain-Merida - Bora-hansgrohe - CCC Team - Deceuninck-Quick Step - Dimension Data - EF Education First - Groupama-FDJ - Team Jumbo-Visma - Lotto Soudal - Mitchelton-Scott - Movistar Team - Katusha-Alpecin - Sky - Team Sunweb - Trek-Segafredo - UAE Team Emirates Équipe nationale sponsorisée- UniSA-Australia |
| |

## Classements
| \| Classement général \| Classement général \| Classement général \| Classement général \| Classement général \| \| Coureur \| Coureur \| Pays \| Équipe \| Temps \| \| ------------------ \| ------------------- \| ------------------ \| --------------------- \| ------------------ \| \| 1er \| Caleb Ewan \| Australie \| Lotto-Soudal \| 1 h 03 min 59 s \| \| 2e \| Peter Sagan \| Slovaquie \| Bora-Hansgrohe \| + 0 s \| \| 3e \| Alexander Edmondson \| Australie \| Mitchelton-Scott \| + 0 s \| \| 4e \| Roger Kluge \| Allemagne \| Lotto-Soudal \| + 2 s \| \| 5e \| Daniel Oss \| Italie \| Bora-Hansgrohe \| + 4 s \| \| 6e \| Owain Doull \| Royaume-Uni \| Team Sky \| + 5 s \| \| 7e \| Luke Rowe \| Royaume-Uni \| Team Sky \| + 9 s \| \| 8e \| Luis León Sánchez \| Espagne \| Astana \| + 9 s \| \| 9e \| Marco Haller \| Autriche \| Katusha-Alpecin \| + 9 s \| \| 10e \| Francisco Ventoso \| Espagne \| CCC Team \| + 9 s \| \| 11e \| Davide Ballerini \| Italie \| Astana \| + 9 s \| \| 12e \| Mikkel Honoré \| Danemark \| Deceuninck-Quick Step \| + 9 s \| \| 13e \| Tobias Ludvigsson \| Suède \| Groupama-FDJ \| + 17 s \| \| 14e \| Dylan van Baarle \| Pays-Bas \| Team Sky \| + 17 s \| \| 15e \| Lluís Mas \| Espagne \| Movistar Team \| + 17 s \| |                     |             |                       |                 |
| |                     |             |                       |                 |
| Sources : Cycling Quotient Cycling Archives |                     |             |                       |                 |
| Classement général |                     |             |                       |                 |
| Coureur | Coureur             | Pays        | Équipe                | Temps           |
| 1er | Caleb Ewan          | Australie   | Lotto-Soudal          | 1 h 03 min 59 s |
| 2e | Peter Sagan         | Slovaquie   | Bora-Hansgrohe        | + 0 s           |
| 3e | Alexander Edmondson | Australie   | Mitchelton-Scott      | + 0 s           |
| 4e | Roger Kluge         | Allemagne   | Lotto-Soudal          | + 2 s           |
| 5e | Daniel Oss          | Italie      | Bora-Hansgrohe        | + 4 s           |
| 6e | Owain Doull         | Royaume-Uni | Team Sky              | + 5 s           |
| 7e | Luke Rowe           | Royaume-Uni | Team Sky              | + 9 s           |
| 8e | Luis León Sánchez   | Espagne     | Astana                | + 9 s           |
| 9e | Marco Haller        | Autriche    | Katusha-Alpecin       | + 9 s           |
| 10e | Francisco Ventoso   | Espagne     | CCC Team              | + 9 s           |
| 11e | Davide Ballerini    | Italie      | Astana                | + 9 s           |
| 12e | Mikkel Honoré       | Danemark    | Deceuninck-Quick Step | + 9 s           |
| 13e | Tobias Ludvigsson   | Suède       | Groupama-FDJ          | + 17 s          |
| 14e | Dylan van Baarle    | Pays-Bas    | Team Sky              | + 17 s          |
| 15e | Lluís Mas           | Espagne     | Movistar Team         | + 17 s          |